# Iton (rivier)
De Iton is een zijrivier van de Eure in Normandië, Frankrijk. De belangrijkste stad aan de Iton is Évreux.
De bovenloop van de rivier ligt in het Ornedepartement. Hier gaat hij ondergronds over een afstand van een tiental kilometer; dit stuk wordt de Iton mort of Dode Iton genoemd. De benedenloop ligt in het Euredepartement.